# ヨハン・クレーベルガーの肖像
『ヨハン・クレーベルガーの肖像』(ヨハン・クレーベルガーのしょうぞう、独: Bildnis Johann Kleeberger、英: Portrait of Johann Kleeberger) は、ドイツ・ルネサンス期の巨匠アルブレヒト・デューラーが1526年に板上に油彩で制作した肖像画である。モデルは富裕で抜け目のない商人でありながら、貧者に慈善事業を行ったヨハン・クレーベルガーで、その胸像を円形メダイヨンの中に描いた特異な作品となっている。1564年に、作品はヨハンの義理の息子ヴィリバルト・インホフの所有となったが、1588年に神聖ローマ帝国皇帝ルドルフ2世に取得された。その後、1748年にウィーンのギャラリーに移され、最終的に1891年に開館した美術史美術館に収蔵された。

## モデル
作品のモデルであるヨハン・クレーベルガーは、1846年にニュルンベルクで生まれ、商人として長くフランス、スイスで活動した後、1526年、巨富を携えて郷里に戻った。1528年、デューラーの親友であったヴィリバルト・ピルクハイマーの娘と結婚したが、その数日後、新妻を残してニュルンベルクを去り、以後リヨンに定住する。同地で慈善に尽くし、「善きドイツ人」と呼ばれ、ユグノーとして1546年に没している。謎に満ちたこの人物が神秘思想に傾倒していたことは、画面の左右に描かれた占星術の印と銘文の末尾に見られるカバラの記号から明らかである。

## 解説
作品の形式は、古代ローマ時のコインや浮彫の肖像メダル、北イタリアの丸い大理石のパネル前部の胸像、マルカントニオ・ライモンディによるローマ皇帝たちの彫刻などから触発されたものである。16世紀においては絵画と彫刻の優劣に関する論争があったが、画家のデューラーは感覚的な画面と色彩で絵画が彫刻に優ると、一石を投じたかったのかもしれない。
しかし、画家が浮彫彫刻を意識し、本肖像がメダルやコインのように円形の中に配置されているにしても、それはモノクロームではないため浮彫彫刻のようには見えない。完全に立体的なものとして描かれている頭部は首の下で切られ、白い地に濃い影を落としており、左下の紋章盾や右下の兜といった装飾的モティーフまで影を伴っている。その一方、円形メダイヨン自体は地に影を落としていない。また、メダイヨンの左側には二重の弧が描かれているが、その理由は不明である。このように非合理的な画面空間処理は、多くの研究者が指摘してきたように、モデルの人物としての不可解さの反映と解釈することもできるであろう。それでも、結局はデューラーが本来、持っていた反自然主義的、反合理的傾向がモデルの特異な性格とその要求を前にして、極端な形で現れたと考えざるをえない。